# Osul lacrimal

Oasele craniului (în paranteză numele latin):
1. Osul frontal (Os frontale)
2. Osul parietal (Os parietale)
3. Osul nazal (Os nasale)
4. Osul etmoid (Os ethmoidale)
5. Osul lacrimal (Os lacrimale)
6. Osul sfenoid (Os sphenoidale)
7. Osul occipital (Os occipitale)
8. Osul temporal (Os temporale)
9. Osul zigomatic (Os zygomaticum)
10. Osul maxilar (Maxilla)
11. Mandibula (Mandibula)

Osul lacrimal sau lacrimalul (Os lacrimale) este un os mic patrulater ce ia parte la formarea peretelui medial al orbitei și al celui lateral al foselor nazale; are 2 fețe (laterală - orbitară, medială - nazală) și 4 margini (superioară, inferioară, posterioară, anterioară)

## Anatomie

### Fețele osului lacrimal
- Fața laterală (orbitară) este prevăzută cu o creastă verticală: creasta lacrimală posterioară (Crista lacrimalis posterior) - care desparte  osul   lacrimal  în două porțiuni:

- porțiunea anterioară în care se află  șanțul lacrimal (Sulcus lacrimalis). Prin șanțul lacrimal se pătrunde în canalul lacrimonazal, care stabilește o comunicație între orbită și fosele nazale. Sulcus lacrimalis, împreună cu șanțul lacrimal de pe processus frontalis al maxilarului, formează o fosă: fosa sacului lacrimal (Fossa sacci lacrimalis) pentru sacul lacrimal.
La capătul de jos al crestei lacrimale posterioare, la câțiva milimetri deasupra podișului orbitei, se desprinde o spină osoasă: cârligul lacrimal (Hamulus lacrimalis) care, împreună cu o spină a crestei lacrimale anterioare, circumscrie pe dinainte orificiul de intrare în canalul nazolacrimal.
-  porțiune posterioară este plană și face parte din peretele medial al orbitei.
- Fața medială (nazală)  a osului lacrimal intră în constituția peretelui lacrimal al foselor nazale. Porțiunea inferioară face parte din meatul mijlociu. Deasupra, fața internă vine în raport cu partea anterioară a maselor laterale ale osului etmoid, printr-o celulă etmoidolacrimală.

### Marginile osului lacrimal
1. Marginea posterioară se articulează cu lamina papyracea a etmoidului
2. Marginea anterioară se articulează cu procesul frontal al maxilei.
3. Marginea superioară se articulează cu  frontalul - sutura frontolacrimalis
4. Marginea inferioară este împărțită de marginea inferioară a crestei lacrimale posterioare în două părți:
- partea posterioară se articulează cu fața orbitală a maxilarului - sutura lacrimomaxillaris

- partea anterioară se articulează cu apofiza lacrimală a cornetului inferior

## Osificarea
Osul lacrimal se osifică printr-un centru de osificare ce apare în țesut membranos, în luna a III-a a vieții intrauterine. Centrul de osificare este situat pe partea laterală a capsulei nazale a condrocraniului.